# Софія Брауншвейг-Люнебурзька (1563–1639)
Софія Брауншвейг-Люнебурзька (нім. Sophie von Braunschweig-Lüneburg, 30 жовтня 1563 — 14 січня 1639) — принцеса Брауншвейг-Люнебурзька з роду Вельфів, донька герцога Брауншвейг-Люнебургу Вільгельма та данської принцеси Доротеї, дружина маркграфа Бранденбург-Ансбаху та Бранденбург-Кульмбаху Георга Фрідріха.

## Біографія
Народилась 30 жовтня 1563 року у Целле. Стала первістком в родині герцога Брауншвейг-Люнебургу Вільгельма та його дружини Доротеї Данської, з'явившись на світ за два роки після їхнього весілля. Згодом сімейство поповнилося чотирнадцятьма молодшими дітьми.
Батько від 1577 року виказував ознаки психічного захворювання, однак спершу вони швидко минули.

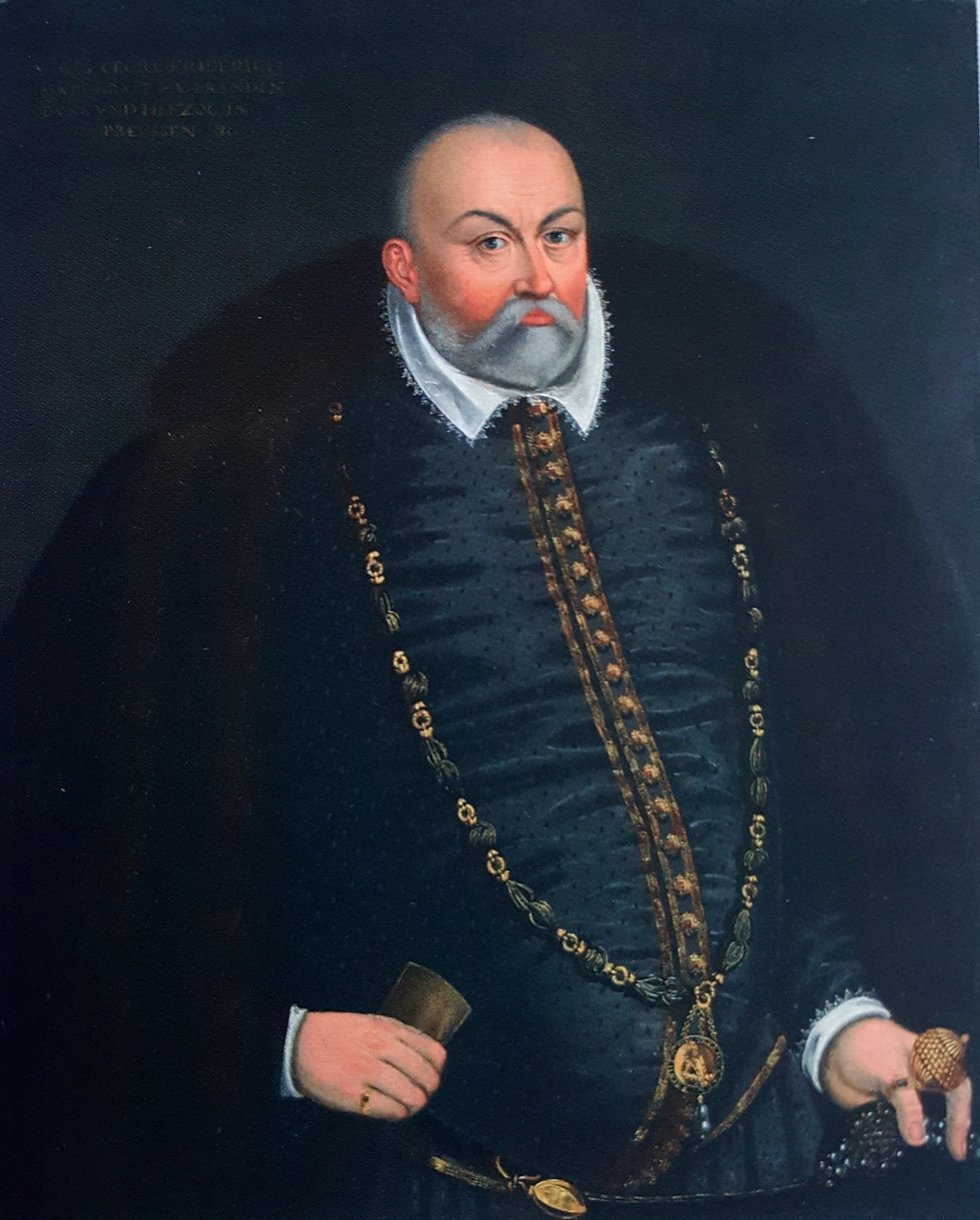
Портрет Георга Фрідріха пензля А. Ріля-молодшого, 1601, Національний музей (Вроцлав)

У 15-річному віці була видана заміж за 24-річного маркграфа Бранденбург-Ансбаху та Бранденбург-Кульмбаху Георга Фрідріха. Весілля відбулося 3 травня 1579 у Дрездені. Георг Фрідріх був удівцем, його перша дружина померла за рік до цього, не залишивши дітей. Спільних нащадків у подружжя також не народилося. Від 1587 року в родині виховувалася найменша сестра Софії — Сибілла. Правонаступництво в країні надалі регулювалося Герським домашнім договором.
Окрім володарювання на власних землях, Георг Фрідріх також виконував функції регента Пруссії, тримав пишний двір. Головною рисою його характеру була глибока релігійність. Разом з тим, мав пристрасть до полювання, брав під опіку науку й культуру. За його правління країна переживала економічний підйом.
У вересні 1599 року подружжя здійснило велику подорож до Кобургу на весілля сестри Софії, Маргарити, з герцогом Саксен-Кобургу Йоганном Казимиром.
У квітні 1603 року Георга Фрідріха не стало. Софія повернулася до рідної сім'ї. Із сестрами Кларою та Сибіллою часто зупинялась у Нюрнберзі.
Померла у Нюрнберзі 14 січня 1639 року. Була похована у місцевій церкві Святого Лаврентія.